# Kim Philby
Harold Adrian Russell o "Kim" Philby (OBE: 1946- 1965), (1 de gener de 1912 - 11 de maig de 1988) va ser un membre d'alt rang de la intel·ligència britànica, que no obstant això era un marxista convençut que servia com a agent de l'NKVD soviètic i del successor d'aquest, el KGB.
El 1963 Philby va ser finalment descobert com un membre de la xarxa d'espionatge coneguda com Els Cinc de Cambridge, al costat de Donald Maclean, Guy Burgess, Anthony Blunt i John Cairncross. Dels cinc, es creu que Philby va ser el més reeixit, tenint en compte la qualitat de la informació classificada que li va brindar a la Unió Soviètica (URSS).
Les seves reeixides activitats a favor de l'URSS només van ser moderades per la creixent paranoia de Ióssif Stalin pel qual ell hauria estat un triple agent (és a dir, un aparent doble agent que, en definitiva hauria seguit sent fidel als serveis d'intel·ligència britànics).

## Joventut
Nascut a la localitat d'Ambala, en l'actual estat de Panjab (l'índia), Kim era fill de Harry St. John Philby, un oficial de l'exèrcit britànic, diplomàtic, explorador, autor i orientalista que arribaria a convertir-se a l'islam i a ser assessor del rei Ibn Sa'ud de l'Aràbia Saudita. S'ha arribat a suggerir que el seu pare, si bé mai no va ser un espia, s'oposava a l'ocupació britànica de l'Índia, i que per tant Kim hauria trobat en ell la seva font d'inspiració i al seu probable mentor El pare de Kim va morir el 1960.
Va rebre el nom de Kim a partir del protagonista de la novel·la Kim, escrita per Rudyard Kipling, l'argument del qual era sobre un jove nen de l'Índia, d'origen irlandès, que actuava com a espia per als britànics durant el segle xix.
Va ser educat a l'escola preparatòria (secundària) de Westminster, fins a abandonar-la el 1928, a l'edat de 16 anys. Philby va estudiar història i economia al Trinity College (Cambridge), on coneixeria el comunisme i es va tornar admirador d'aquesta ideologia.
Philby li va preguntar a Maurice Dobb, un dels seus tutors, sobre com podia servir al moviment comunista. Dobb el va derivar a una "organització de front", que, al seu torn, el va posar en contacte amb la clandestina filial vienesa de la III Internacional, la Internacional Comunista amb seu a Moscou. L'organització "de front" era la "Federació Internacional per a l'Alleujament a les Víctimes del Feixisme Alemany", amb seu a París. Aquesta Federació era un dels innombrables fronts operats pel comunista alemany Willi Münzenberg, que era un actiu agent soviètic a Occident.

## Activitats d'espionatge
El servei de la intel·ligència soviètica (llavors l'OGPU) va reclutar Philby basant-se en els seus antecedents de treball en el Comintern. Els seus oficials "controladors" incloïen a Arnold Deutsch (nom en codi Otto), Theodore Maly (codi Man, "home") i Aleksandr Orlov (codi Swede, "suec"). Tots ells, malgrat haver estat esquerrans, sofririen durant la Gran Purga estalinista de 1936- 1938.
El 1933 Philby va ser a la capital austríaca de Viena per ajudar els refugiats que començaven a fugir del nazisme a Alemanya. Allà coneixeria a Litzi Friedman, una comunista d'origen jueu, amb qui es casaria per conveniència, portant-la a la Gran Bretanya per a així salvar-la de la persecució antisemita que ja començava a entreveure's a la mateixa Àustria. No obstant això, aquest matrimoni no sobreviuria més enllà de la Guerra Civil Espanyola (1936- 1939).
El 1936, seguint ordres provinents de Moscou, Philby va començar a conrear una personalitat aparentment feixista, unint-se a la Lliga d'Amistat Anglo-alemanya, a més d'involucrar-se en l'edició d'una revista pro-Hitler.

### A Espanya
El 3 de febrer de 1937, Philby va viatjar a Sevilla via Lisboa al costat de Litzi -qui no obstant això es quedaria a Portugal, com un vincle de comunicació en cas d'emergència, fins que ell arribés a la seva destinació final. Allà començaria a treballar com a periodista independent i com a agent soviètic, amb la missió d'informar sobre els arranjaments i disposicions de seguretat de la caserna general del general -i futur dictador espanyol- Francisco Franco.
Philby seria arrestat com a estranger sospitós, mentre era a una cursa de toros a la ciutat de Còrdova, però senzillament es tractava d'una advertència, encara que el forçaria a tornar a Sevilla. Afortunadament, s'havia deslliurat de la seva llibreta de codis abans que la policia o els serveis d'intel·ligència espanyols poguessin descobrir-la. Després va sol·licitar una nova llibreta, que li va ser proporcionada per Guy Burgess durant una reunió que ambdós van tenir poc després a l'enclavament britànic de Gibraltar. Philby va passar el seu informe sobre el quarter general de Franco a Burgess, que al seu torn l'enviaria a Londres. Poc temps després se li va ordenar a Philby tornar a Londres, per a allà trobar-se amb els agents Deutsch i Maly.
Se li hauria assignat a Philby la missió d'assassinar el futur dictador Franco, però Maly va informar al règim estalinista de Moscou que, si bé Philby era un agent lleial i compromès, li faltava el coratge o gosadia necessària per dur a terme una missió de tal magnitud, pel que va proposar que continués amb la seva carrera sota la façana de ser un corresponsal de notícies. Així, el 24 de maig de 1937 va ser assignat com a corresponsal especial de The Times davant de les forces nacionalistes de Franco, amb un per llavors generós viàtic de 50 lliures esterlines per mes.
Entre les activitats d'espionatge de Philby per als soviètics es trobava la de l'escriptura de falses cartes d'amor entremesclades amb paraules en codi, dirigides a una fictícia noia parisenca que suposadament vivia en el 78 de la rue Grenelle. Anys més tard, Philby s'assabentaria, per a la seva sorpresa i fúria, que aquesta era ni més ni menys que la direcció real de l'ambaixada soviètica a París, pel que havia existit una probabilitat relativament alta d'haver estat descobert o desemmascarat.
El desembre de 1937, en les proximitats de la ciutat espanyola de Teruel, una bomba va explotar davant l'automòbil en el qual estava viatjant Philby al costat dels corresponsals Edward J. (Eddie) Neil (d' Associated Press), Bradish Johnson (de la revista Newsweek), i Ernest Sheepshanks (de l'agencia Reuters). Johnson va morir en l'acte, en tant que Neil i Sheepshanks aviat moririen a causa de les seves respectives ferides. No obstant això, l'afortunat Philby només sofriria una ferida menor al cap.
Les cròniques de Philby aparentaven ser tan favorables a la causa nacionalista, que el 2 de març de 1938 va rebre personalment la "Creu Roja al Mèrit Militar", de mans del mateix General Franco.

### Segona Guerra Mundial
In 1940, Kim Philby, seguint el consell del seu amic Guy Burgess va demanar un lloc vacant a la secció D del SIS (antecessor del MI6, servei d'intel·ligència exterior britànic), que havia estat establert el 1938. Seguidament es va trobar amb Marjorie Maxse, que formava part del personal intermediari de l'Oficina de Guerra del Regne Unit. Ella el va avaluar com un candidat adequat. Uns quants dies després, Philby tornaria a trobar-se amb Maxse. Aquesta vegada Maxse estaria acompanyada per Burgess, que s'havia ofert per verificar la seva avaluació sobre les aptituds de Philby. Finalment, l'editor de The Times va rebre una trucada preguntant si Philby estava disponible per realitzar "treballs de guerra" i va ser emprat com a oficial de la intel·ligència britànica.
Quan la Secció D va ser absorbida per l'Executiu d'Operacions Especials (Special Operations Executive, SOE) a l'estiu boreal de 1940 (alhora que Burgess va ser acomiadat per "irreverència"), Philby va ser nomenat instructor en les arts de la "propaganda negra" a les instal·lacions d'entrenament del SOE a la localitat de Beaulieu, comtat anglès d'Hampshire.
El setembre de 1941 (poc després del començament de la Invasió nazi de l'URSS), Philby va començar a treballar per a la Secció V, la ibèrica, a càrrec de les operació del SIS a Espanya, Portugal, la mateixa colònia britànica de Gibraltar i el Nord de l'Àfrica. Aviat es va fer amic del cap dels arxivers d'aquesta divisió, per la qual cosa va guanyar un relativament fàcil accés als arxius sobre Espanya i Portugal, podent passar al seu agent soviètic controlador informació sobre les operacions del SIS contra l'URSS.
Entre 1942 i 1943, les responsabilitats de Philby van ser expandides per incloure l'Àfrica del Nord i Itàlia, i va ser nomenat subcap de la Secció V per part del director d'aquesta, Felix Cowgill, "en tot el concernent a assumptes d'intel·ligència". A començaments de 1944, el SIS va recrear la seva Secció IX, la seva secció antisoviètica de preguerra, millor dit, del període d'entreguerres. Cowgill, que havia estat a càrrec d'ella, va ser restablert al seu lloc. A finals de 1944 va sortir a la llum que "C", sir Stewart Menzies, volia engrandir el mandat de la secció. Amb relació a això, Philby va ser instruït pels seus superiors soviètics d'assegurar-se que arribés a ser el cap d'aquesta secció, i finalment va aconseguir afeblir la posició de Cowgill fins a aconseguir el seu lloc. Com a agent encobert al servei de la Unió Soviètica, Philby havia aconseguit dur a terme una mena de gran cop.
Durant els dos anys que va estar a càrrec de la Secció IX, Philby va tenir accés a les identitats dels oficials i agents britànics, i també a centenars de documents classificats del Foreign Office (Ministeri d'Afers Estrangers britànic), l'Oficina de Guerra i el Real Almirallat.
Tot va anar molt bé per a Philby, fins a l'agost de 1945, quan un llavors agent soviètic de l'NKVD (antecessor del KGB, Konstantin Volkov va decidir desertar a Gran Bretanya, amb la promesa que revelaria els noms dels agents del SIS i del Foreign Office que en realitat treballaven per a la Unió Soviètica. Quan aquest informe severament comprometedor va arribar a l'escriptori de Philby, amb una mica de sort i d'intel·ligent maquinació, va aconseguir que se li assignés aquesta missió. Va alertar Moscou sobre el document lliurat pel desertor. Després Philby va volar a Istanbul via la capital egípcia del Caire. A causa que el vol de l'avió es va demorar a causa d'una tempesta, i mentre l'ambaixador britànic estava embarcat en el seu iot a l'estret del Bòsfor, els soviètics van tenir el temps suficient per portar a Volkov de tornada a Moscou, sotmetre'l a un dur interrogatori i executar-lo sumàriament. Philby, per la seva part, va tornar a Londres. La intervenció de Phliby i la captura de Volkov podia comprometre la posició de Philby però com que la defecció de Volkov havia estat discutida amb l'ambaixada britànica a Ankara i es va saber que aquesta tenia les comunicacions interceptades pels soviètics i així Philby va quedar lliure de sospites.

### A Istanbul
Després del final de la guerra el 1945, Philby va ser enviat a l'ambaixada a Ankara com a cap de l'estació de la intel·ligència del MI6. Mentre va ser allà, va rebre la visita de Guy Burgess. Hi ha una advertencia realitzada per Kim Philby al servei de seguretat, el 9 de juliol de 1946, sobre la possibilitat d'atac a la delegació britànica de Beirut. Aquella seria formulada poc abans d'un efectiu real, encara que contra un altre objectiu, l'Hotel Rei David de Jerusalem. El febrer de 1947 fou nomenat cap de la intel·ligència a Turquia i es va establir allí amb la seva segona dona Aileen i la seva família; va estar sota la cobertura fictícia de ser el Primer Secretari del consolat britànic, però en realitat supervisava els agents britànics i treballava amb els serveis de seguretat turcs.
La seva segona dona Aileen Philby (nascuda Furse) haviah sofert des de la infància problemes psicològics i es va arribar a causar lesions a si mateixa. El 1948 a causa del fet que el seu marit s'emborratxava i tenia depressions, va caure en crisis i es va injectar orina i insulina causant una desfiguració de la pell de la que fou tractada a Suïssa i en tornar a Istanbul el 1848 va quedar ferida greu en accident de cotxe i va retornar a Suïssa. Poc després Philby va decidir sortir de Turquia i acceptar la posició que se li oferia de cap representant del SIS a Washington, D.C.

### A Washington, D.C.
El setembre de 1949 va arribar als Estats Units com a primer secretari de l'ambaixada britànica i en realitat com a cap de la intel·ligència. Totes les comunicacions secretes entre Washington i Londres passaven per les seves mans. Fou a més l'enllaça amb la nova Agència Central d'Intel·ligència (creada el 1947) dins la qual hi havia el seu amic James Jesus Angleton amb el qual va treballar de manera propera. Angleton va tenir algunes sospites però no es van concretar. L'estiu de 1949 un agent soviètic va utilitzar per error dues vegades el mateix codi xifrat el que va permetre desxifrar missatges secrets en l'ultrasecret Projecte Venona. Aquestos missatges revelaven que un agent britànic de nom codi "Homer" viatjava cada setmana dues vegades a Nova York per trobar a agents soviètics. Philby se'n va assabentar poc abans de la seva presa de possessió l'octubre i va saber que l'agent descobert era Donald Maclean, que havia treballat a l'ambaixada abans de ser destinat a l'ambaixada del Caire al final del 1948. Philby fou encarregat de descobrir a Homer però en realitat la seva tasca secreta fou protegir-lo. Per aquest mateix temps s'havia començar a preparar una contrarevolució a Albània coneguda com a Operació Valuable, destinada a enderrocar a Enver Hoxha i restaurar al rei Zog; guerrillers albanesos exiliats foren entrenats per la CIA i per agents britànics supervisats per Philby. El 1950 les guerrilles foren enviades a Albània on van aterrar amb paracaigudes però la Sigurini (la policia secreta) ja els esperava mercès a les revelacions de Philby i els guerrillers foren eliminats.
El gener de 1950 el projecte Venona va permetre arrestar a l'espia atòmic Klaus Fuchs i a través d'ell al seu correu Harry Gold, a David Greenglass, i a Julius i Ethel Rosenberg. L'octubre de 1950 va arribar a Washington Guy Burgess i es va allotjar amb Philby. Burgess, que era homosexual actiu, havia esdevingut alcohòlic, i el seu comportament comprometia a Philby. Era segon secretari de l'ambaixada però a casa de Philby el seu comportament era tan inapropiat que va causar conflictes. Aileen no el volia; els americans estaven sorpresos que pels seus contactes homosexuals utilitzés els cotxes de l'ambaixada i altres aspectes de la vida poc edificants. Un dia, després d'una gran borratxera, Kim i Giuy foren trobats al llit bebent xampany. Philby volia advertir a Maclean que estava a punt de ser descobert, i quan el maig de 1951 Burgess fou enviat de tornada a Anglaterra, li va servir de correu. Maclean havia de ser interrogat el dia 28 i Burgess li va poder passar el missatge de Philby el dia 25. El mateix dia va marxar a França i d'allí a Moscou i un mes després el va seguir Burgess. Philby aviat passaria a ser sospitós de ser el "tercer home" que els havia advertit. James Jesus Angleton ja havia sospitat de Philby abans, quan l'havia sentit imprudentment dir, després d'haver estat condecorat amb l'Orde de l'Imperi Britànic el 1946, que "A aquest país en li vindria bé una rígida dosi de socialisme seriòs" (This country could do with a stiff dose of proper Socialism). Així va ser que el director general de la Cia, Bedell Smith, va arribar a enviar un ultimàtum als britànics, en el sentit que o Philby era efectivament acomiadat o els Estats Units es veurien obligats a acabar amb la seva relació d'intel·ligència. També va deixar en clar a sir Stuart Menzies que el (segons ell) poc confiable Philby ja no era més acceptable com a oficial d'enllaç entre el SIS britànic i la CIA nord-americana, i que així mateix deuria forçosament abandonar el territori dels Estats Units.
Philby va ser cridat de nou a Londres el juny de 1951 per Menzies, on va mentir en negar conèixer Donald Maclean i va al·legar haver estat "completament enganyat" per Guy Burgess. Els seus entrevistadors no es van immutar i Philby se sentia naturalment incòmode davant de la perspectiva de ser interrogat, en el marc de la investigació sobre la fuita conjunta de Burgess i de Donald Maclean. Tanmateix, durant els subsegüents interrogatoris, Philby va defensar les seves passades accions, afirmant que havia actuat com a agent doble amb l'efectiu permís del SIS i que efectivament havia rebut permís per apropar-se als soviètics i fingir que desitjava treballar per a ells. Després d'aquest interrogatori Philby va ser oficialment desvinculat del SIS, però va continuar sent empleat d'aquest, realitzant "tasques d'intel·ligència secundàries" (per exemple, rebria una assignació a l'illa de Xipre, i també a alguns altres llocs). El salari de Philby va ser fins i tot momentàniament retingut fins que finalitzés una investigació interna, que no obstant això no va poder demostrar que ell efectivament treballava per a l'NKVD soviètic.
El 25 d'octubre de 1955, contra totes les expectatives. Kim va ser "netejat" pel llavors secretari de Relacions Exteriors (i posterior Primer Ministre) Harold Macmillan en una compareixença massa prematura davant de la Cambra dels Comuns, Cambra baixa del parlament del Regne Unit: "Mentre [es trobava] en el servei públic [Philby] va dur a terme les seves tasques competentment i conscientment, i jo no tinc raó per concloure que l'esmentat Philby en algun moment va trair els interessos del seu país, o que se'l pugui identificar com l'anomenat tercer home, si és que és que en realitat hi va haver un tercer home".
Finalment, seria readmès com a agent del SIS i assignat a Orient Mitjà, més precisament a la capital libanesa de Beirut, sota la cobertura de ser el corresponsal dels diaris britànics The Observer i The Independent.

### Beirut
Així va ser que, el 1956 l'encara afortunat Philby va ser utilitzat novament pel MI6 com "informant pagat", i suposadament va estar involucrat en l'Operació Musketeer ("mosqueter"), pla conjunt desenvolupat entre britànics, francesos i israelians, per atacar Egipte i deposar el seu líder de llavors, Gamal Abdel Nasser.
Poc se sap del seu rol com presumpte corresponsal a Orient Mitjà per al diari britànic The Economist, que eventualment el portaria a ser descobert com a agent al servei de la Unió Soviètica. Cap a finals de 1962, una dona judeo-britànica, la senyora Flora Solomon, estava assistint a una festa en Tel-Aviv Israel, i va comentar que Philby, un aparent periodista que estava instal·lat a Beirut, desplegava massa simpatia cap als àrabs als seus articles (els soviètics recolzaven als països i règims àrabs, per intentar contrarestar el suport brindat pels Estats Units a l'Estat hebreu). Va dir que els soviètics eren els manipuladors de Philby i que sabia que sempre havia treballat per a ells. El comentari va ser sentit per un altre concurrent a aquesta festa i així arribaria a les oficines del MI5 a Londres, pel qual l'agent Victor Rothschild va ser enviat per entrevistar aquesta dona. No obstant això, la senyora Solomon va declarar que ella mai no testificaria contra Philby, però va admetre que li havia dit que era un espia, i fins i tot havia tractat de reclutar-la per a la causa comunista.
Encara que el MI5 i el MI6 no van poder posar-se immediatament d'acord sobre com tractar l'assumpte de Philby, finalment van acordar que un vell amic personal de Philby durant els seus primerencs dies en el MI6, Nicolas Elliott, seria enviat a Beirut per confrontar-lo amb aquesta nova comprometedora informació. Per aquells temps ja alguns sospitaven i al·legaven que hi havia un "talp d'alt nivell" al MI5, ja que semblava existir una constant i relativament evident fuga d'informació.
Mai no va quedar clar si Philby estava al corrent del desenvolupament que havien pres els esdeveniments a partir dels reveladors comentaris de la senyora Solomon, o si sabia alguna cosa sobre el desertor Anatoly Golitsyn (que va portar a l'arrest, posterior fuita de presó i final deserció a Moscou de l'agent del MI6 George Blake, que en realitat treballava per al règim soviètic). No obstant això, existeix evidència de què durant els últims mesos de 1962 Philby va començar a beure alcohol en excés, pel que el seu comportament es va tornar cada vegada més perillosament erràtic.
Philby també va poder haver estat advertit dels problemes que se li acostaven per part de Yuri Modin, un manipulador soviètic que havia servit a l'ambaixada de l'URSS a Londres, quan el britànic va viatjar a Beirut el setembre de 1962. Modin havia estat el controlador del grup d'espies denominat Cambridge five, al que Philby havia pertangut durant part de la seva joventut.
Es va informar que la primera cosa que Philby li va dir a Elliot en reunir-se amb ell va ser que l'estava mig esperant (half expecting). Diverses fonts afirmen que ell va confessar immediatament quan va ser confrontat amb la nova evidència mentre que d'altres, incloent-hi el mateix Philby, van mantenir que ell continuava minimitzant les acusacions que pesaven sobre ell. Encara que es va acordar un interrogatori addicional per a l'última setmana de gener de 1963, Philby senzillament es va esvair el 23 de gener. Informes posteriors revelarien que el Dolmatova, un vaixell de càrrega soviètic, que estava fent una escala al port de Beirut en aquesta data, va partir tan ràpidament que part de la seva càrrega va quedar escampada pel moll.
L'agent de la CIA Miles Copeland, un amic proper de Kim Philby, descriuria com Philby, constantment sospitós d'espiar per als soviètics, sempre tenia èxit i "les hi arreglava" per evadir hàbilment aquestes sospites, almenys durant algun temps. Una vegada Copeland va rebre una "llista ultracompleta" del seu superior, en un intent per detectar si Philby havia comès algunes accions sospitoses, les quals es descrivien en un formulari. Primerament va objectar la idea d'acomplir aquesta tasca detectivesca sobre Philby, a qui considerava el seu "amic", però ho faria a causa de la pressió exercida pel seu cap en tal sentit. Després que Copeland va haver acabat el seu treball d'observació extens i minuciós, li va tornar la llista al seu superior, amb el resultat que Philby no havia comès cap acte sospitós, per la qual cosa cap dels punts de la llista no estaven marcats amb un signe de "vistiplau". El seu superior va respondre dient: "Ahá, ara això és interessant, fins i tot una persona perfectament normal hauria d'haver fet alguna cosa [sobre això], almenys una cosa que seria sospitosa d'acord amb aquesta llista".
Després d'aquests dos desastres, el MI6 i la futura CIA en gran manera abandonarien la seva idea d'instal·lar agents al territori soviètic. Philby també va ser capaç de comunicar-li a Moscou tot el que aquesta última sabia sobre les operacions dels soviètics. No obstant això, Moscou li va demanar a Philby que no es preocupés per salvar espies que ja havien complert amb el seu propòsit (pel que, en certa manera, ja eren "descartables" i fins i tot "sacrificables"). Ell de tota manera va bloquejar algun informes que, d'una altra manera, haurien contribuït a revelar els noms d'agents soviètics que actuaven a Occident.

## Reaparició a Moscou

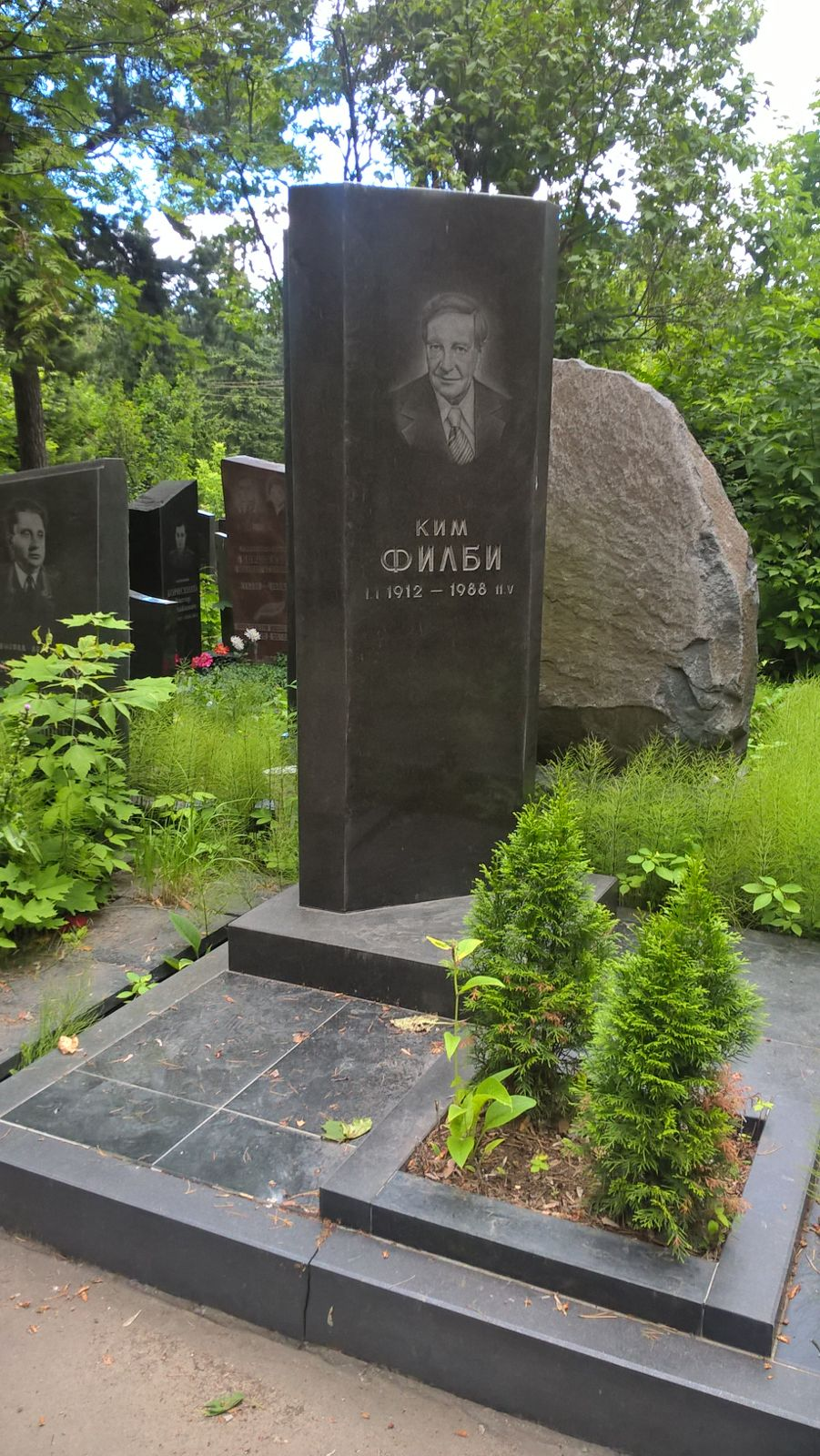
Tomba de Kim Philby al cementiri de Kuntsevo, Moscou

Kim Philby va acabar reapareixent finalment a Moscou, i aviat descobriria que ja no era un coronel dins del KGB, sinó tan sols l'agent "Tom". Feia 10 anys de l'última vegada que havia entrat a la caserna central de l'organisme de seguretat del règim soviètic.
Allà sofriria alguns seriosos brots d'alcoholisme. A Moscou va seduir l'esposa nord-americana de Donald Maclean, Melinda, i va abandonar per ella la seva pròpia esposa, Eleanor. Aquesta última, per la seva part, acabaria abandonant la Unió Soviètica el 1965.
D'acord amb informació continguda a l'Arxiu Mitrojin, el llavors cap de la contraintel·ligència soviètica, Oleg Kalugin, es va trobar amb Philby el 1972 i, segons el descriuria després, el britànic estava fet "una despulla d'home". La seva figura encorbada rebotava contra les parets, com si fes carambola, mentre caminava. Fent olor de vodka, murmurava alguna cosa en un inintel·ligible, atroç rus indistingible.
Durant els anys següents, Kalugin i els "joves turcs" del Directori d'Intel·ligència Exterior acabarien per rehabilitar Philby, aprofitant l'experiència d'aquest per desenvolupar "mesures actives" d'intel·ligència i per dictar seminaris a joves agents soviètics que estiguessin a punt de partir cap al Regne Unit, a Austràlia o a Irlanda.
El 1972 es va casar amb una dona soviètica de nom Rufina Ivanova Pujova, que era 20 anys més jove i que l'acompanyaria fins a la seva mort, a l'edat de 76 anys, el 1988.
Les cendres de Philby reposen al cementiri moscovita Kuntsevo, reservat a Herois de la Unió Soviètica, a prop d'on està enterrat Ramón Mercader, assassí de Trotsky.
L'autobiografia de Philby, anomenada My silent war va ser publicada a Occident el 1968.
Només pòstumament rebria els elogis i l'afecte que no havia tingut en vida, sent aclamat com a heroi i rebent nombroses medalles pòstumes de part de l'agraït règim soviètic.

Philby era un amic pròxim del conegut novel·lista Graham Greene, que aparentment fins i tot hauria abandonat l'MI6 per no veure's involucrat en la posada al descobert de les activitats de l'espia. El biògraf de Greene Norman Sherry va dir sobre això:
| « | Potser Greene, sempre [tan] intuïtiu, va renunciar perquè sospitava que Philby era un agent rus [soviètic]. Si Greene hagués sospitat de Philby, més aviat s'hauria vist empès a sortir del servei [d'intel·ligència] que no pas a compartir les seves sospites amb les autoritats. | » |

## Vida personal
Com ja es va comentar abans, el 1933, durant una visita a Viena, Philby va conèixer a Alice (Litzi) Friedman, una comunista austríaca d'origen judeo-hongarès que era la filla d'un funcionari governamental. Es casarien (per conveniència) el febrer de 1934, en part perquè ella pogués sortir fàcilment cap a Anglaterra
El 1941 va començar a viure a Londres al costat d'Aileen Furse, filla del capità de la Real Artilleria Muntada George Furse. Fruit de la seva relació sentimental tindrien un nen, quan ell encara estava formalment casat amb Litzi. El desembre de 1946, tan sols una setmana després de finalitzat el tràmit del seu divorci, es va casar amb Aileen. Junts tindrien cinc fills, tres nois i dues noies. Philby no tindria més fills, ni d'ella, ni dels matrimonis posteriors. Aileen moriria el 1957.
El 1959 Philby es va casar a Beirut amb Eleanor Brewer, una nord-americana que havia estat prèviament casada amb un periodista també nord-americà que havia conegut allà.
Després que Philby desertés a la Unió Soviètica el gener de 1963, Eleanor se li va unir a Moscou, però l'abandonaria per tornar als Estats Units. Finalment ella va morir el 1968. El llibre d'ella Kim Philby: The spy I loved va ser publicat durant aquell temps.
Philby cap a 1965 havia començat un romanç amb l'esposa nord-americana de Donald Maclean, Melinda Marling. Ella va abandonar Maclean i se'n va anar a viure amb Philby el 1968. No obstant això només serien concubins per algun temps, sense arribar a casar-se, i es van acabar separant, retornant Melinda amb Maclean; Philby es va unir a una dona molt més jove, Rufina Ivanovna Pukhova, amb qui es casaria el 1971. Rufina, nascuda el 1932, és la coautora del llibre "La vida privada de Kim Philby: Els seus anys a Moscou", editat l'any 2000.

## Cronologia
- 1912 Neix a l'Índia, encara sota el domini colonial britànic.
- 1919 Comença a estudiar a l'escola primària d'Aldro, a Eastbourne.
- 1924 Passa a la Westminster School.
- 1929 Ingressa en el Trinity College, en la ciutat de Cambridge, a l'edat de 17 anys.
- 1930 Guy Burgess, qui anys després seria un agent d'intel·ligència ideològicament afí a l'URSS i al mateix Philby, arriba a Trinity College (Cambridge) des d'Eton College.
- 1931 S'uneix a la Societat Socialista de la Universitat de Cambridge (SSUC). Philby es converteix en un socialista cada vegada més "ardent i fervorós", però encara sap ser prou discret sobre això. El govern laborista de Ramsay Macdonald és derrotat el 27 d'octubre. Després d'haver retut aproximadament un terç dels seus exàmens d'història, canvia de carrera a economia.
- 1932 Es converteix en tresorer de la Ssuc.
- 1933 Abandona Cambridge ja com un "comunista convençut", amb un títol en economia. Després parteix cap a Viena, on el canceller, el doctor Engelbert Dollfuss, estava preparant el seu primer cop (putsch) el febrer de 1934. Philby es converteix en un agent d'intel·ligència al servei de la Unió Soviètica.
- 1934 Xocs de carrer entre el govern austríac i els socialistes a Viena. El 24 de febrer Philby es casa amb Alice (Litzy) Friedmann (nascuda Kolhmann). El maig, poc després de la caiguda del moviment socialista a Viena, torna a Anglaterra al costat de la seva flamant esposa. També comença a treballar com el sub-editor d'una revista mensual "liberal", i s'uneix, al costat de Guy Burgess, a la Lliga d'Amistat Anglo-Alemana (Philby participava d'aquesta revista pro-hitleriana amb el suport de fons nazis). Per cobrir el seu rerefons comunista, també va realitzar visites repetides a l'Alemanya nazi. A Berlín es va trobar amb el ministre alemany de propaganda i amb el llavors ministre germànic de relacions exteriors, Joachim Von Ribbentrop.
- 1937 El febrer, Philby arriba a Espanya per informar sobre la guerra civil que havia esclatat l'any anterior. Ho faria pretesament des de la perspectiva franquista. El 20 de maig d'aquell any es va convertir en corresponsal de The Times davant de les forces del general Francisco Franco.
- 1938 Condecorat amb la "Creu Roja del Mèrit Militar" per Francisco Franco personalment.
- 1939 El juliol d'aquell any, abandona Espanya per convertir-se en corresponsal de guerra del diari The Times, instal·lant-se a la caserna britànica d'Arras.
- 1940 Al juny, després de l'evacuació de la forces britàniques del continent europeu, torna a la Gran Bretanya. Reclutat pel servei secret britànic i vinculat a la Secció D del SIS, jeràrquicament sota del seu company Guy Burgess. Assignat a una escola dedicada a l'ensinistrament en tècniques encobertes, però més tard transferit al personal d'ensenyament d'un nou establiment (ubicat en Beaulieu, comtat d'Hampshire) dedicat a l'entrenament general en tècniques de sabotatge i de subversió.
- 1941 Transferit al MI6, Secció V. Philby es va fer càrrec de la subsecció ibèrica, que, com el seu nom ho indica, era la responsable de la realització de tasques d'intel·ligència Regne Unit tant a Espanya com a Portugal. També durant aquell any va entrenar a Jesus Angleton en les tècniques i "traces" del (contra)espionaje.
- 1941 Comença a viure al costat d'Aileen Furse, que després seria la seva segona dona. Norman Pearson, el cap de la nord-americana Office of Strategic Services (OSS, antecessora de l'CIA) arriba a Londres per establir formalment un enllaç amb els serveis secrets britànics. L'àrea de responsabilitat assignada a Philby creixeria, incloent-hi l'espionatge al Nord de l'Àfrica i a Itàlia, operant sota les llavors recentment formades unitats de contraintel·ligència.
- 1944 Afortunadament per a ell, és nomenat cap de la Secció recentment creada IX secció, destinada a operar clandestinament contra el comunisme i la Unió Soviètica.
- El setembre, pocs mesos després de l'acabament de la Segona Guerra Mundial als dos fronts de batalla europeus, l'agent d'intel·ligència soviètic Konstantin Volkov (qui operava des de l'ambaixada de l'URSS a la capital turca d'Ankara) compromet seriosament la posició de Philby, en oferir-se per desertar a Occident i proveir els noms de dos agents soviètics infiltrats en el Foreign Office (ministeri de relacions exteriors britànic) i en els serveis secrets del MI6 (en aquest últim cas molt probablement es tractava del mateix Philby). L'oferta és enviada a Philby, com a cap de la Secció IX, de contraintel·ligència antisoviètica. Poc temps després, Volkov és segrestat per agents soviètics, i després portat a la caserna general de la Lubianka a Moscou, on va ser brutalment interrogat i sumàriament executat.
- 1946 Presa una assignació de camp, oficialment sota cobertura diplomàtica com a Primer Secretari de l'ambaixada del Regne Unit a Turquia, però en realitat com a cap de l'estació del MI6 (servei britànic d'intel·ligència exterior) en aquest país asiàtic.
- 1946 El desembre, es divorcia de la seva primera esposa, Litzi. Després es casa amb Aileen Furse.
- 1949 Es converteix en representant o delegat del MI6 a Washington DC, com a oficial superior del servei secret britànic que oficiaria d'enllaç amb l'Oficina Federal d'Investigacions (FBI) i la per llavors Agència recentment creada CIA. Ocasionalment, visita Arlington Hall per discutir sobre el llavors ultrasecret Projecte Venona, destinat a la intercepció i, sobretot, a la descodificació de missatges diplomàtics soviètics classificats. És més, regularment rep còpies de sumaris o resums de les traduccions del projecte Venona com a part de les seves tasques oficials. Forma part d'un comitè de política especial (Special Policy Committee), que dirigeix el fracassat intent anglo-nord-americà d'infiltrar agents anticomunistes dins d'Albània i d'enderrocar al per llavors recent règim estalinista d'Enver Hoxha.
- 1950 Guy Burgess arriba a Washington, assignat com segon secretari de l'ambaixada britànica als Estats Units, i Philby aviat el convida a quedar-se a la seva pròpia casa.
- 1951 Philby s'assabenta de la cada vegada més ajustada xarxa de sospites oficials sobre el diplomàtic del Foreign Office i agent o "espia nuclear" soviètic Donald Maclean, la posició del qual en l'ambaixada britànica al final de la guerra l'havia portat a ser el secretari adjunt del Comitè Conjunt de Política sobre Energia Atòmica. El creixent alcoholisme de Guy Burgess fa que l'ambaixador Franks el tregui del seu lloc i l'enviï de tornada a Anglaterra. No obstant això, el 25 de maig Burgess i Donald Maclean, amb l'ajuda de Kim Philby (segons se sabria després) van escapar a la Unió Soviètica a través de la mar Bàltica. Philby, per la seva part, és citat a Londres per ser interrogat. A més se li demana que renunciï al servei d'intel·ligència exterior del Mi6.
- 1952 En l'estiu (boreal) té lloc un judici secret en el qual Philby sofreix interrogatoris sobre les seves presumptes (i anys després confirmades) activitats com a agent d'intel·ligència al servei de la Unió Soviètica.
- 1955 El govern britànic publica un informe (white paper) sobre el cas Burgess-Maclean. Així mateix, per al 25 d'octubre estava prevista una compareixença parlamentària entorn del "tercer home" (que poc més de set anys més tard es va saber que era el mateix Philby). Harold Macmillan, el llavors ministre de relacions exteriors (i posterior Primer Ministre), declara que no existeix evidència (sòlida) que Philby hagi afectat els interessos del Regne Unit. No obstant això, el servei d'intel·ligència estrangera del MI6 l'acomiada a causa de la seva associació amb Burgess.
- 1956 En setembre el servei secret britànic disposa que Philby treballi com a corresponsal del diari The Observer a Beirut, i també per a The Economist. Però aquell mateix any, Dick White, que sospitava que Philby era un agent al servei de la Unió Soviètica, es converteix en el cap visible del MI6.
- 1957 Aileen, la segona esposa de Philby, mor.
- 1958 Se casa amb Eleanor Brewer.
- 1962 L'espia George Blake és descobert per un desertor polonès. A causa d'això, el mateix Philby és identificat com un agent al servei de l'URSS.
- 1963 El 23 de gener d'aquell any, Philby desapareix a Beirut. La Unió Soviètica ràpidament anuncia que li concedia asil polític. El 3 de març següent, la seva esposa Eleanor rep un telegrama d'ell segellat al Caire, Egipte. El 3 de juny el diari soviètic Izvestia ("Notícies") diu haver-lo trobat al imanat del Iemen. L'1 de juliol el govern britànic finalment admet públicament que Philby hauria treballat com un agent soviètic des de 1946, i l'identifica com el fins a aquell moment lliscadís i absent "tercer home".[26]
- 1965 És desposseït del seu orde de l'imperi britànic (OBE), a causa d'haver estat revelada, dos anys abans, la seva condició com a agent doble soviètic.
- 1965 Condecorat amb l'"Ordre de la Bandera Roja", un dels més alts honors de la Unió Soviètica.
- 1965 La seva esposa Eleanor abandona Moscou i torna als Estats Units. Philby comença llavors un romanç amb l'esposa del també desertor britànic Donald Maclean, Melinda.
- 1968 La seva esposa Eleanor mort aquest any.
- 1971 Es casa amb Rufina Ivanovna a Moscou.
- 1988 Mor, a l'encara capital soviètica, a l'edat de 76 anys.
- 1991 Apareixen fotografies no documentades de Philby, preses pel Mossad (servei secret israelià), durant l'estada d'aquell a Beirut.

## Philby en la cultura popular

### Literatura
- La novel·la Declari de Tim Powers es basa parcialment en alguns aspectes foscos i no explicats de la vida de Philby, en la qual l'autor proveeix d'un "context sobrenatural" com a base del seu comportament que el porta a la traïció.
- A la novel·la de Ted Allbeury The other side of silence ("L'altre costat del silenci", 1981) Philby, ja envellit i cap al final de la seva vida, demana de tornar a la Gran Bretanya.
- La novel·la de Frederick Forsyth The fourth protocol ("El quart protocol") mostra a un ancià Kim Philby aconsellant al líder soviètic d'aquell moment, sobre un complot per intentar influir en les eleccions britàniques de 1987.
- La novel·la The company, escrita per Robert Littell, mostra a Philby com a confident de l'antic cap de contraintel·ligència James Angleton.
- La novel·la de Graham Greene The human factor, explora alguns aspectes i facetes de la història de Philby, que fou el seu amic.
- Les novel·les de William F. Buckley júnior ("fill") Spytime: The undoing of James Jesus Angleton i Last call for Blackford oakes.
- La novel·la The passenger, escrita per Chris Petit.
- La novella de John le Carré Tinker, tailor, soldier, spy ("Adobador, sastre, soldat, espia", també portada a la televisió, en una minisèrie de la Bbc) es basa en la cacera o recerca d'un agent soviètic caracteritzat a partir de la biografia de Philby.
- La novel·la Fox at the front ("Guineu al front") de Douglas Niles i Michael Dobson, mostra a Philby venent secrets a la Unió Soviètica en la cèlebre batalla del bulge (sortint o protuberància) de 1944, durant la qual -en la ficció- el llegendari mariscal de camp alemany Erwin Rommel es gira contra el règim nazi i ajuda als aliats en la captura de Berlín. A l'obra Philby és descobert i mor per membres de la contraintel·ligència britànica del MI5 abans que pugui vendre secrets de la bomba atòmica a la Unió Soviètica. Els agents pretenen fer passar la seva mort com a conseqüència d'un atac cardíac.

### Cinema i televisió
- Cambridge spies, un drama de 2003 de la BBC en quatre parts o capítols, amb Toby Stephens com Kim Philby, Tom Hollander com Guy Burgess, Rupert Penry-Jones com Donald Maclean, i Samuel West fent d'Anthony Blunt. La sèrie és narrada a partir del punt de vista de Philby, fent recompte de les seves vides i aventures des dels seus dies a Cambridge en els anys 30, i durant la Segona Guerra Mundial, fins a la deserció de Burgess i Maclean el 1951.
- La pel·lícula de 2005 A different loyalty ("Una lleialtat diferent"), és un recompte no atribuït del llibre Kim Philby: The spy I loved ("K. Ph.: L'espia que jo vaig estimar"), però pres d'aquest. La pel·lícula recrea el romanç i matrimoni de Philby amb Eleanor Brewer durant la seva estada a Beirut, i la seva final deserció a la Unió Soviètica a finals de gener de 1963. Els noms de tots els personatges, incloent-hi els dels principals, van ser canviats, i el film es torna molt especulatiu cap al final.
- En la pel·lícula de 1987 The fourth protocol ("El quart protocol"), amb les actuacions de Michael Caine i de Pierce Brosnan, el personatge de Kim Philby és representat per Michael Bilton. En oberta contradicció amb el qual efectivament va succeir en els fets històrics reals, Philby és assassinat pel KGB en l'escena inicial.
- Es diu que el personatge Harry Lime del film de 1949 The third man ("El tercer home") va estar basat en la vida de Kim Philby, però l'escriptor i novel·lista Graham Greene negaria això en vida. No obstant seria irònic que, tan sols uns quants anys després, el mateix Philby fos sospitós d'haver estat el "tercer home" en el cas o escàndol d'espionatge que havia involucrat Guy Burgess i Donald Maclean com els seus dos protagonistes principals.
- La pel·lícula de 2006 The good shepherd ("El bon pastor"), és una recreació fictícia de la vida de l'agent de la CIA James Jesus Angleton. Al film, l'agent Arch Cummings del MI6, representat per Billy Crudup, es basa una mica en Philby.
- Traitor un teleteatre (obra teatral adaptada per a la televisió) basada també lleugerament en la vida de Philby.
- L'assaig de Joseph Brodsky Collector's item, dins del seu llibre de 1996 On Grief and Reason ("Sobre el dolor i la raó"), conté una conjecturada descripció de la carrera de Philby, així com especulacions sobre les seves motivacions i pensaments generals sobre l'espionatge i la política. El títol de l'assaig fa referència a un segell postal commemoratiu de Philby, llançat a l'antiga Unió Soviètica a finals de la dècada de 1980.
- En la minisèrie a tres capítols del canal TNT The Company produïda per Ridley Scott, Tony Scott, i John Calley, Philby és representat per Tom Hollander.

### Música
- Philby per Rory Gallagher (al seu àlbum de 1979 Top priority) en els quals traça paral·lels entre la vida de Philby i la seva pròpia, a les carreteres.
- La cançó Jack the lad ("Jack el muchacho) del duo electrònic Pet Shop Boys té unes quatre línies que específicament fan referència a Kim Philby. Està disponible a l'àlbum Alternative  ' (1995).
- Philby, un musical que no va arribar a representar-se mai, escrit per Katie Baldwin (llibre i lletres) i Alan Moon (música).
- "Kim Philby", per la banda ja desapareguda canadenca (de Vancouver) Terror of tiny town, és un renarració, en un estil tipus polca, d'alguna cosa de la història de Philby.
- La cançó Up on the catwalk ("A dalt en la passarel·la"), del grup pop Simple Minds (al seu àlbum de 1984 Sparkle in the rain (- "espurna a la pluja ") fa referència a Kim Philby.